# حزب اصلاحات جدید
حزب اصلاحات جدید (انگلیسی: New Reform Party, NRP; کره‌ای: 개혁신당، ت.ت. 'حزب برای اصلاح') یک حزب سیاسی در کره جنوبی است که به‌طور مشترک توسط لی جون سوک، رهبر پیشین حزب قدرت مردم (PPP)، رهبری می‌شود. این حزب در ابتدا توسط لی جون سوک به عنوان یک حزب محافظه‌کار پس از جدایی او از حزب قدرت مردم تأسیس شد، اما بعدها با احزاب و گروه‌های مختلفی که توسط سیاستمدارانی که قبلاً به حزب دموکراتیک کره (DPK) و حزب عدالت وابسته بودند، ادغام شد.